# Pierrick Fédrigo
Pierrick Fédrigo, né le 30 novembre 1978 à Marmande en Lot-et-Garonne, est un coureur cycliste français. Professionnel de 2000 à 2016, il a notamment remporté quatre étapes sur le Tour de France, le championnat de France 2005, le Grand Prix de Plouay 2008 et le Critérium international 2010.

## Biographie

### Les débuts
Après avoir longtemps joué au football, Pierrick Fédrigo commence le cyclisme à l'âge de 15 ans, suivant la trace de son père Michel Fédrigo, cycliste amateur près de 400 fois victorieux. Il choisit également d'orienter ses études vers le cyclisme, et obtient un BEP-CAP des métiers du cycle. En catégorie espoirs, il remporte en 1999 la Flèche ardennaise, une étape de la Ronde de l'Isard et une étape du Giro delle Regioni, trois courses réputées. Fort de ces résultats, il signe en 2000 son premier contrat professionnel avec le Crédit agricole de Roger Legeay.

### 2000-2004: au Crédit agricole
Après deux premières saisons difficiles, au cours desquelles il connaît de nombreux problèmes physiques, il se distingue à partir de l'été 2002. Alors qu'il n'est pas sélectionné pour le Tour de France, il termine en juillet troisième du Tour du Doubs, puis cinquième de la Uniqa Classic grâce à une échappée dans la 1re étape. En août, il remporte sa première victoire professionnelle à Limoges, sur la 4e étape du Tour du Limousin, et prend la troisième place finale. Enfin, en septembre, il prend la 2e place du Tour de l'Avenir, échouant à seulement une seconde du Russe Evgueni Petrov. Quelques jours plus tard, il termine 6e du Grand Prix d'Isbergues, puis remporte sa deuxième victoire à Brive-la-Gaillarde, sur la troisième étape de Paris-Corrèze, devançant au sprint son compagnon d'échappée, Kurt Asle Arvesen. Ces performances lui valent d'être sélectionné pour les Championnats du monde à Zolder, où il abandonne. 
L'année suivante, il termine cinquième du Grand Prix de la Marseillaise, puis est devancé par Laurent Lefèvre pour le gain de la 5e étape du Critérium du Dauphiné libéré à Chambéry. Il participe alors à son premier Tour de France, qu'il abandonne dans les Pyrénées, puis remporte une étape du Tour de l'Avenir à Mende.
Au printemps 2004, il obtient de très nombreuses places d'honneur sur les courses d'un jour et par étapes françaises, terminant notamment cinquième de l'Étoile de Bessèges et du Grand Prix de Villers-Cotterêts, quatrième des Quatre Jours de Dunkerque, et troisième de la Route Adélie de Vitré et d'À travers le Morbihan. Il occupe alors la deuxième place de la Coupe de France, qu'il conserve jusqu'à la fin de la saison, derrière son coéquipier Thor Hushovd. Après avoir terminé pour la première fois le Tour de France, à la 76e place, il remporte la deuxième étape et le classement général du Tour du Limousin. 

### 2005-2010: chez Bouygues Telecom

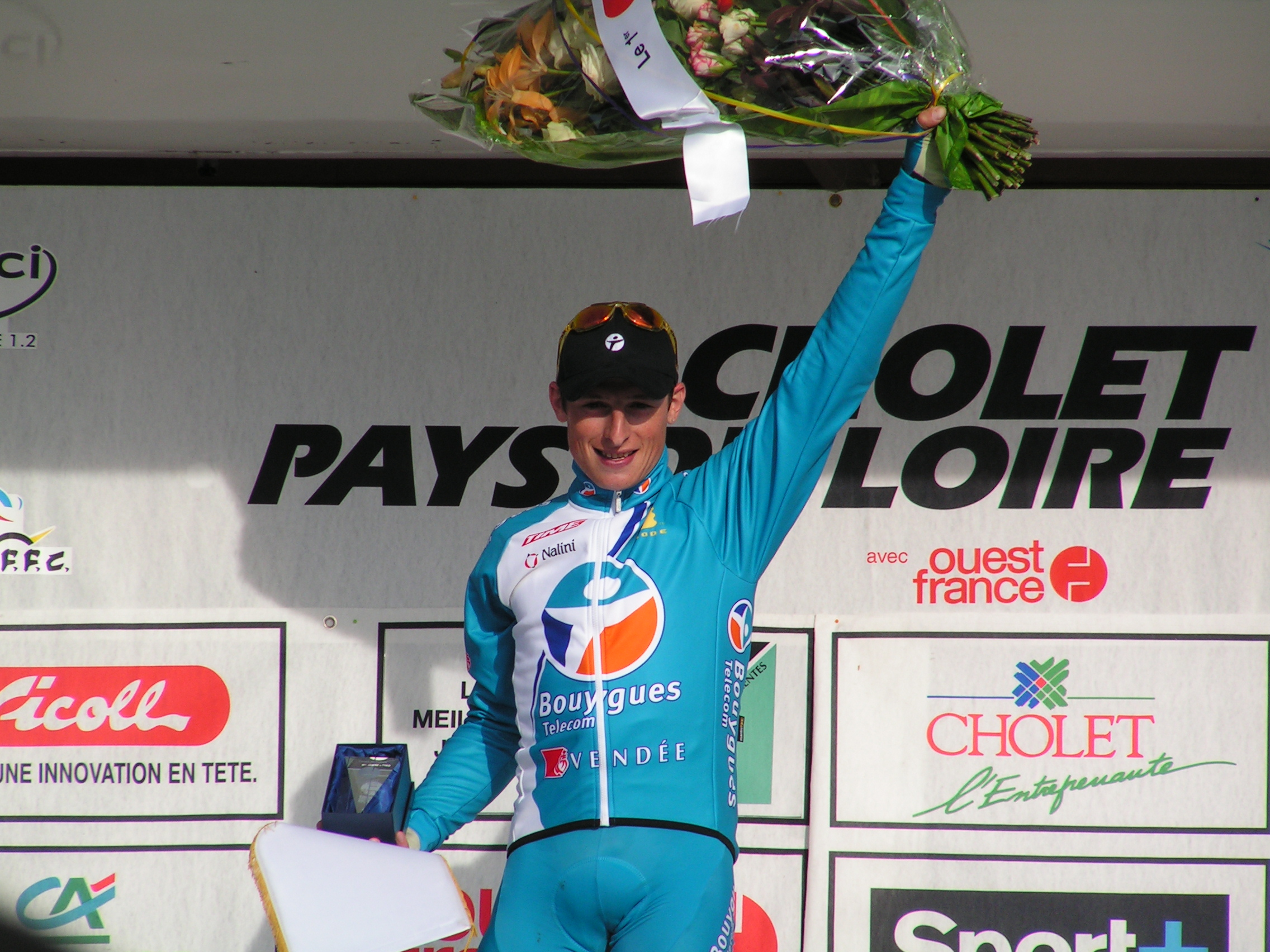
Pierrick Fédrigo sur le podium de Cholet-Pays de Loire

En 2005, Fédrigo quitte le Crédit agricole, pour l'équipe Bouygues Telecom dirigée par Jean-René Bernaudeau. Il signe la première victoire de l'équipe à l'occasion de Cholet-Pays de Loire, enlève les Quatre Jours de Dunkerque, termine quinzième du Tour de Catalogne, et obtient la première consécration de sa carrière : le 26 juin 2005, il devient champion de France de cyclisme sur route et succède à son coéquipier Thomas Voeckler. 
En 2006, Fédrigo s'illustre à nouveau en France. Il termine deuxième du Tour du Finistère derrière le Russe Sergey Kolesnikov, et remporte une étape des Quatre Jours de Dunkerque, sans parvenir pour autant à conserver son titre. Il prépare le Tour de France sur le Tour de Catalogne, le Critérium du Dauphiné libéré, puis la Route du Sud, où il prend la deuxième place derrière Thomas Voeckler. Le 16 juillet 2006, il gagne la quatorzième étape du Tour de France (Montélimar-Gap) battant au sprint son compagnon d'échappée Salvatore Commesso. Il offre ainsi à la formation vendéenne la première victoire de son histoire sur le Tour de France. Il prend la 28e place finale du Tour. En août, il remporte à nouveau une étape du Tour du Limousin, à Aubusson, et porte le maillot de leader pendant trois jours, mais est finalement devancé pour une seconde par Leonardo Duque. Il termine enfin septième du Grand Prix de Plouay, sa première place dans les dix premiers d'une course ProTour. 
Le début de saison 2007 de Fédrigo est plus discret. Courant surtout les courses ProTour, il termine 18e de Paris-Nice et de Liège-Bastogne-Liège et obtient quelques places d'honneur sur les courses d'un jour françaises. En juin, il termine 14e du Critérium du Dauphiné libéré, puis obtient la deuxième place du Championnat de France derrière Christophe Moreau. Enfin, il remporte pour la deuxième fois le Tour du Limousin, manqué pour une seconde l'année précédente, et participe à nouveau aux Championnats du monde à Stuttgart. 
En 2008, Fédrigo termine dès février troisième de l'Étoile de Bessèges, remportée par son coéquipier Yury Trofimov, puis remporte une nouvelle étape des Quatre Jours de Dunkerque, à Calais, terminant troisième du classement final. Deux semaines plus tard, il termine huitième du Tour de Catalogne, sa première place dans les dix premiers d'une course par étapes ProTour, grâce à sa victoire dans la 4e étape à Asco. Le mois suivant, il manque de remporter l'étape reine du Critérium du Dauphiné libéré à La Toussuire, devancé seulement par Chris Anker Sørensen. Après avoir terminé 29e du Tour de France, il est sélectionné pour ses premiers Jeux olympiques à Pékin. Cinquième du Tour du Limousin, il remporte trois jours plus tard sa première classique  ProTour, le Grand Prix de Plouay, succédant encore une fois au palmarès à Thomas Voeckler.
En 2009, Fédrigo termine à nouveau deuxième du Tour du Finistère, derrière Dimitri Champion, puis remporte une nouvelle étape des Quatre Jours de Dunkerque à Boeschepe, prenant la 6e place finale. Le 12 juin, il remporte enfin une étape du Critérium du Dauphiné libéré à Briançon, après trois podiums, dépassant sur la ligne Jurgen Van de Walle et s'adjuge le classement de la montagne. Un mois plus tard, le 12 juillet 2009, il gagne la neuvième étape du Tour de France (Saint-Gaudens - Tarbes) après une échappée de plus de 145 km et le passage des cols d'Aspin et du Tourmalet, en battant au sprint son compagnon d'échappée Franco Pellizotti. Il ne parvient pas à conserver son titre sur le Grand Prix de Plouay, mais prend la deuxième place, battu au sprint par l'Australien Simon Gerrans. Il participe alors au Tour d'Espagne pour préparer les Championnats du monde, affirmant vouloir "se fixer un nouvel objectif", mais il ne prend que la 46e place.
En mars 2010, Pierrick Fédrigo remporte le Critérium international en Corse devant Michael Rogers et Tiago Machado, en s'adjugeant la première étape montagneuse et terminant troisième du sprint de la deuxième étape. Lors du Tour de France, en juillet, il s'impose au sprint lors de la 16e étape à Pau, devant ses huit compagnons d'échappée, parmi lesquels Lance Armstrong, septuple vainqueur du Tour. Son coéquipier Thomas Voeckler s'était imposé la veille à Bagnères-de-Luchon. 
Mi-septembre, il signe un contrat avec l'équipe FDJ pour la saison 2011

### 2011-2014: à la FDJ

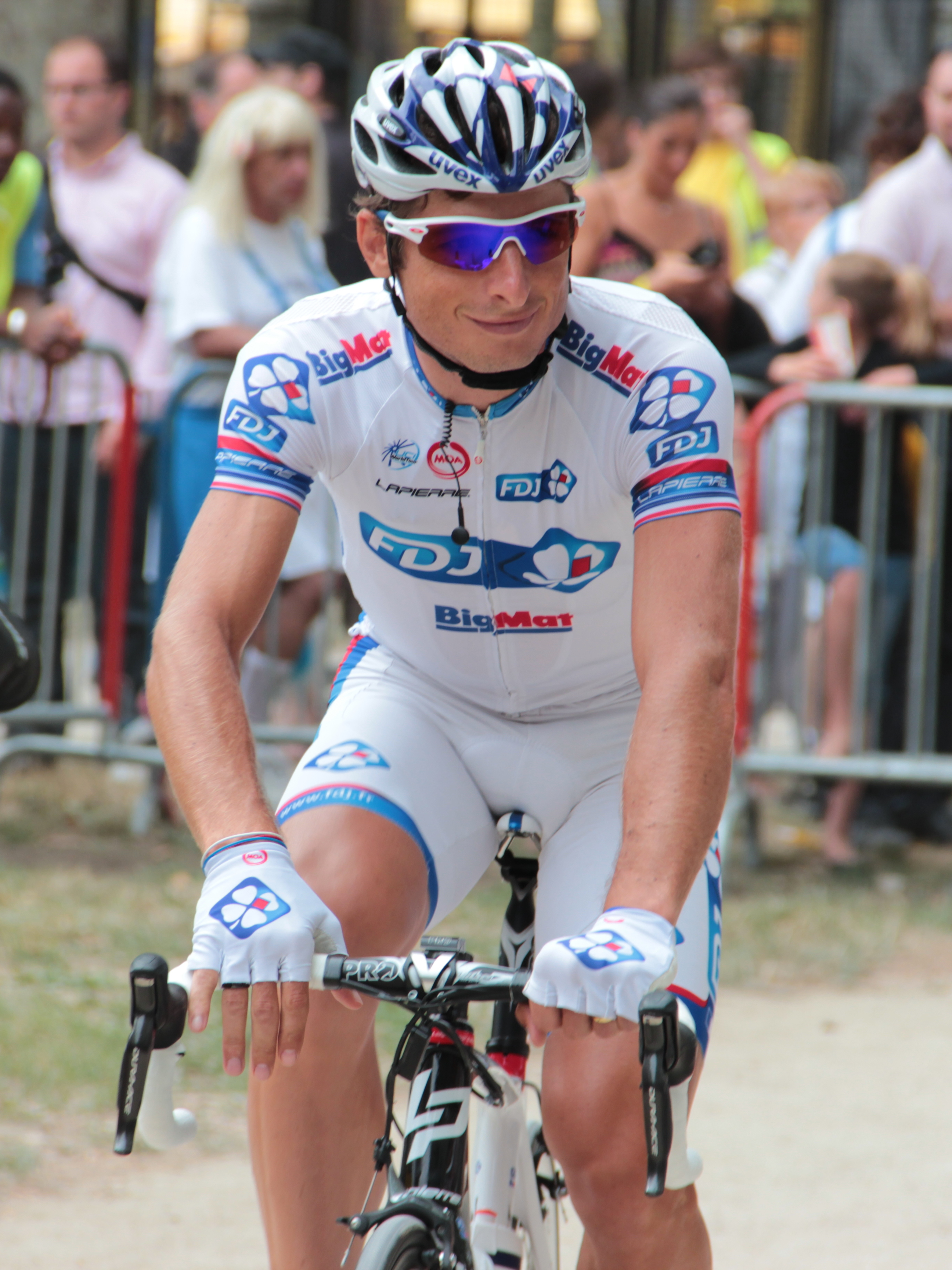
Pierrick Fédrigo lors de la 18e étape du Tour de France 2012.

Il participe à son premier stage avec sa nouvelle équipe fin décembre 2010 où il se met à la pratique du cyclo-cross pour préparer la nouvelle saison. Il se classe notamment 4e de l'Étoile de Bessèges en février, puis 8e du Critérium international en mars. En avril, il aide Anthony Roux et Sandy Casar à gagner le Circuit de la Sarthe et la Paris-Camembert, dont il prend les 4e et 5e places. Après les classiques ardennaises, il termine cinquième des Quatre Jours de Dunkerque, puis second du Grand Prix de Plumelec-Morbihan. Ces résultats sont en dessous de ses attentes. Après un championnat de France décevant, il estime avoir besoin de repos et décide de ne pas participer au Tour de France. En juillet, la maladie de Lyme lui est diagnostiquée, responsable de sa fatigue. En septembre, il termine deuxième du Grand Prix cycliste de Montréal, en s'échappant dans les derniers kilomètres en compagnie de Rui Costa qui le bat au sprint et Stefan Denifl.
Lors du Tour de France 2012, il remporte la 15e étape reliant Samatan à Pau. C'est la deuxième fois qu'il s'impose dans la ville après sa victoire en 2010. C'est également sa quatrième victoire sur le Tour de France, ainsi que la quatrième victoire française de l'édition 2012
En 2013 il gagne Paris-Camembert.

### 2015-2016: dernières saisons
Au deuxième semestre de l'année 2014, il signe un contrat en faveur de l'équipe continentale professionnelle Bretagne-Séché Environnement pour courir au sein de la formation dirigée par Emmanuel Hubert en 2015. Pour ses premiers pas sous ses nouvelles couleurs, il gagne Cholet-Pays de Loire au printemps puis se classe deuxième de Paris-Camembert. Plus tard dans la saison, il monte sur la troisième marche du podium lors du Grand Prix de Plumelec-Morbihan. Il participe de nouveau au Tour de France où il s'échappe à plusieurs reprises. Il termine 52e au classement général.
Fédrigo annonce en mai 2016 ne pas participer au Tour de France en juillet et que la saison 2016 est la dernière de sa carrière. Il participe à la dernière course sa carrière en août 2016, à l’occasion du grand prix de Plouay.
Dans une vidéo pour le MPCC en 2016, Fédrigo se réjouit que la mentalité du peloton a évolué en matière de dopage. Il cite Sylvain Chavanel et Sandy Casar qui comme lui, étaient des coureurs « propres » qui auraient « peut-être pu aller chercher plus de résultats » s'ils avaient eu « dix ans de moins » et ainsi courir dans une époque plus « clean ».

## Palmarès et résultats

### Palmarès amateur
| - 1995 - Champion d'Aquitaine sur route juniors - 1996 - Tour de l'Astarac : - Classement général - 3e étape - 2e du championnat d'Aquitaine sur route juniors - 3e du Tour de l'Abitibi - 1997 - Boucles du Frontonnais - Grand Prix de Piégut-Pluviers - 3e du Grand Prix des Fêtes de Coux-et-Bigaroque - 1998 - Grand Prix Pierre-Pinel - Tour des Cantons de Mareuil et Verteillac : - Classement général - 1re, 2e (contre-la-montre) et 3e étapes - 1re étape du Tour du Haut-Béarn - Grand Prix de Miramont-de-Guyenne - 2e du Tour du Lot-et-Garonne - 2e du Loire-Atlantique espoirs - 2e du Tour du Haut-Béarn - 2e du Challenge National espoirs | - 1999 - Champion d'Aquitaine sur route espoirs - Circuit des Lacs - Grand Prix Claude-Magni - 5e étape de la Ronde de l'Isard d'Ariège - Flèche ardennaise - 4e étape du Tour des régions italiennes - Tour des Cantons de Mareuil et Verteillac : - Classement général - 2e étape (contre-la-montre) - Tour du Haut-Béarn : - Classement général - 1re, 2e (contre-la-montre) et 3e étapes - 2e de la Primevère Montoise - 2e du Grand Prix des Fêtes de Coux-et-Bigaroque - 3e du Grand Prix de Buxerolles - 3e du Grand Prix de Cours-la-Ville |  |

### Palmarès professionnel
| - 2002 - 4e étape du Tour du Limousin - 3e étape de Paris-Corrèze - 2e du Tour de l'Avenir - 3e du Tour du Limousin - 3e du Tour du Doubs - 2003 - 6e étape du Tour de l'Avenir - 2004 - Tour du Limousin : - Classement général - 2e étape - 3e de la Route Adélie - 3e de À travers le Morbihan - 2005 - Champion de France sur route - Classement général des Quatre Jours de Dunkerque - Cholet-Pays de Loire - 2006 - 14e étape du Tour de France - 4e étape des Quatre Jours de Dunkerque - 1re étape du Tour du Limousin - 2e du Tour du Limousin - 2e du Tour du Finistère - 2e de la Route du Sud - 7e du Grand Prix de Plouay - 2007 - Classement général du Tour du Limousin - 2e du championnat de France sur route - 2008 - 4e étape des Quatre Jours de Dunkerque - 2e étape du Tour de Catalogne - Grand Prix de Plouay - 3e des Quatre Jours de Dunkerque - 3e de l'Étoile de Bessèges - 8e du Tour de Catalogne | - 2009 - 5e étape des Quatre Jours de Dunkerque - 6e étape du Critérium du Dauphiné libéré - 9e étape du Tour de France - 2e du Grand Prix de Plouay - 2e du Tour du Finistère - 2010 - Critérium international : - Classement général - 1re étape - 16e étape du Tour de France - 2e des Boucles du Sud Ardèche - 3e de la Classic Loire-Atlantique - 2011 - 2e du Grand Prix de Plumelec-Morbihan - 2e du Grand Prix cycliste de Montréal - 2012 - 3e étape du Critérium international - 15e étape du Tour de France - 2e du Critérium international - 2013 - Paris-Camembert - 2015 - Cholet-Pays de Loire - 2e de Paris-Camembert - 3e du Grand Prix de Plumelec-Morbihan |  |

### Résultats sur les grands tours

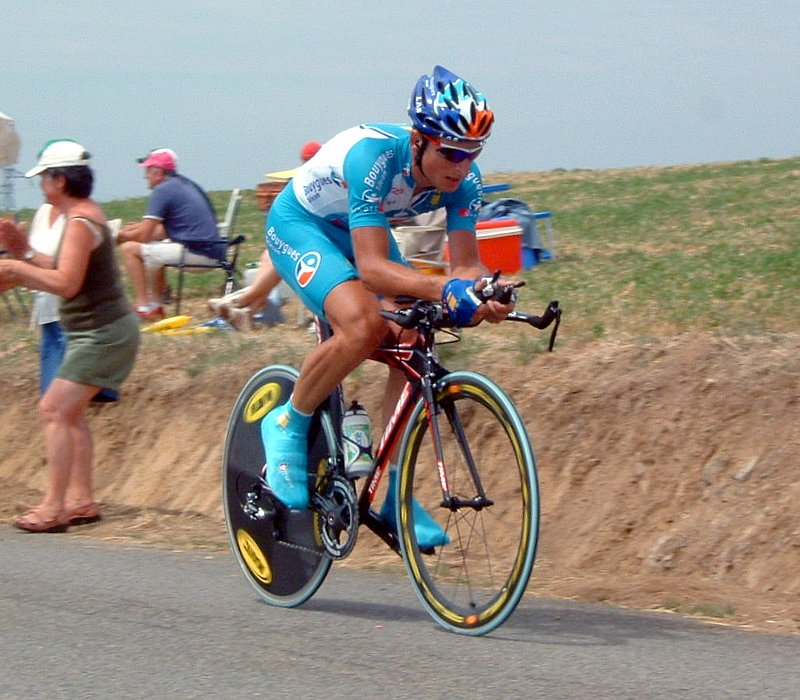
Pierrick Fédrigo en contre-la-montre (Tour de France 2005)

#### Tour de France
11 participations
- 2003 : abandon (14e étape)
- 2004 : 76e
- 2005 : 46e
- 2006 : 29e, vainqueur de la 14e étape
- 2007 : 84e
- 2008 : 32e
- 2009 : 56e, vainqueur de la 9e étape
- 2010 : 57e, vainqueur de la 16e étape
- 2012 : 48e, vainqueur de la 15e étape
- 2013 : 59e
- 2015 : 52e

#### Tour d'Espagne
2 participations
- 2005 : abandon (10e étape)
- 2009 : abandon (12e étape)

### Classements mondiaux
| Année                                 | 2004 | 2005 | 2006 | 2007 | 2008 | 2009 | 2010 | 2011 | 2012 | 2013 | 2014 | 2015 | 2016 |
| ------------------------------------- | ---- | ---- | ---- | ---- | ---- | ---- | ---- | ---- | ---- | ---- | ---- | ---- | ---- |
| Classement UCI                        | 92e  |      |      |      |      |      |      |      |      |      |      |      |      |
| UCI ProTour                           |      | nc   | 104e | 226e | 15e  |      |      |      |      |      |      |      |      |
| Calendrier mondial                    |      |      |      |      |      | 51e  | 128e |      |      |      |      |      |      |
| UCI World Tour                        |      |      |      |      |      |      |      |      | 130e | nc   | nc   |      | nc   |
| Classement mondial                    |      |      |      |      |      |      |      |      |      |      |      |      | 508e |
| UCI Europe Tour                       |      |      |      |      |      |      | 12e  | 55e  |      |      |      | 18e  | 285e |
|                                       |      |      |      |      |      |      |      |      |      |      |      |      |      |
| Légende : nc = non classéSource : UCI |      |      |      |      |      |      |      |      |      |      |      |      |      |